# Vivian-Bibel

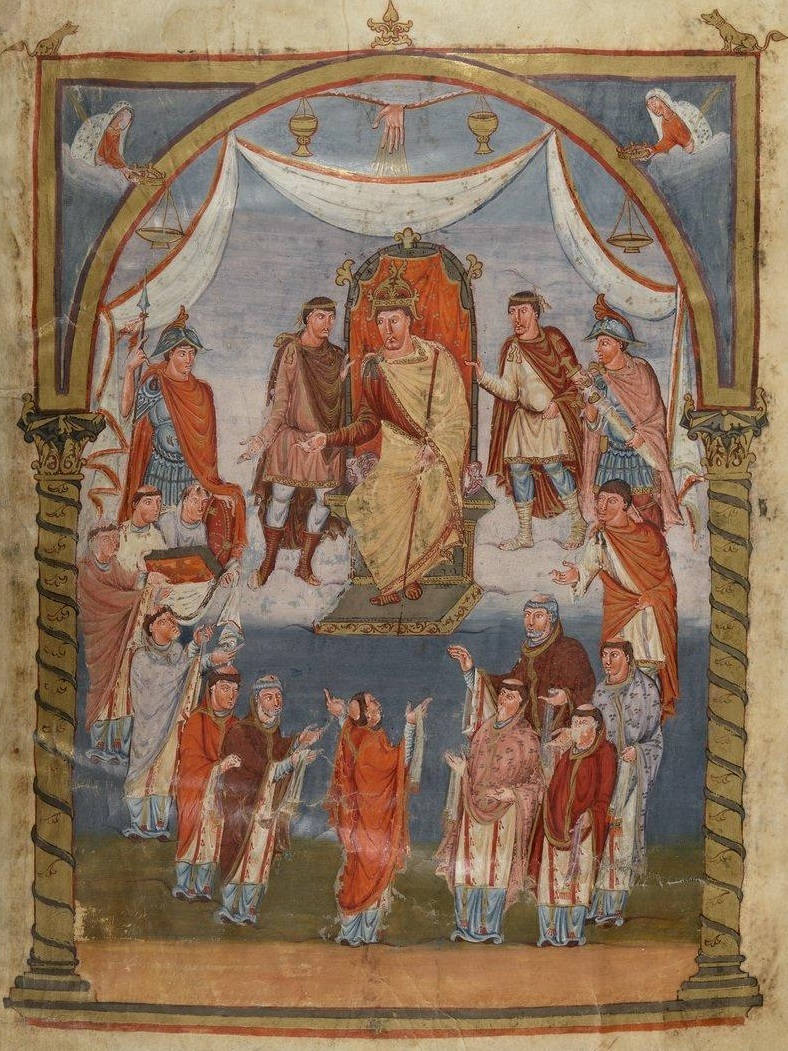
Folio 423 r: Karl der Kahle erhält das Buch aus den Händen des Abtes Vivien

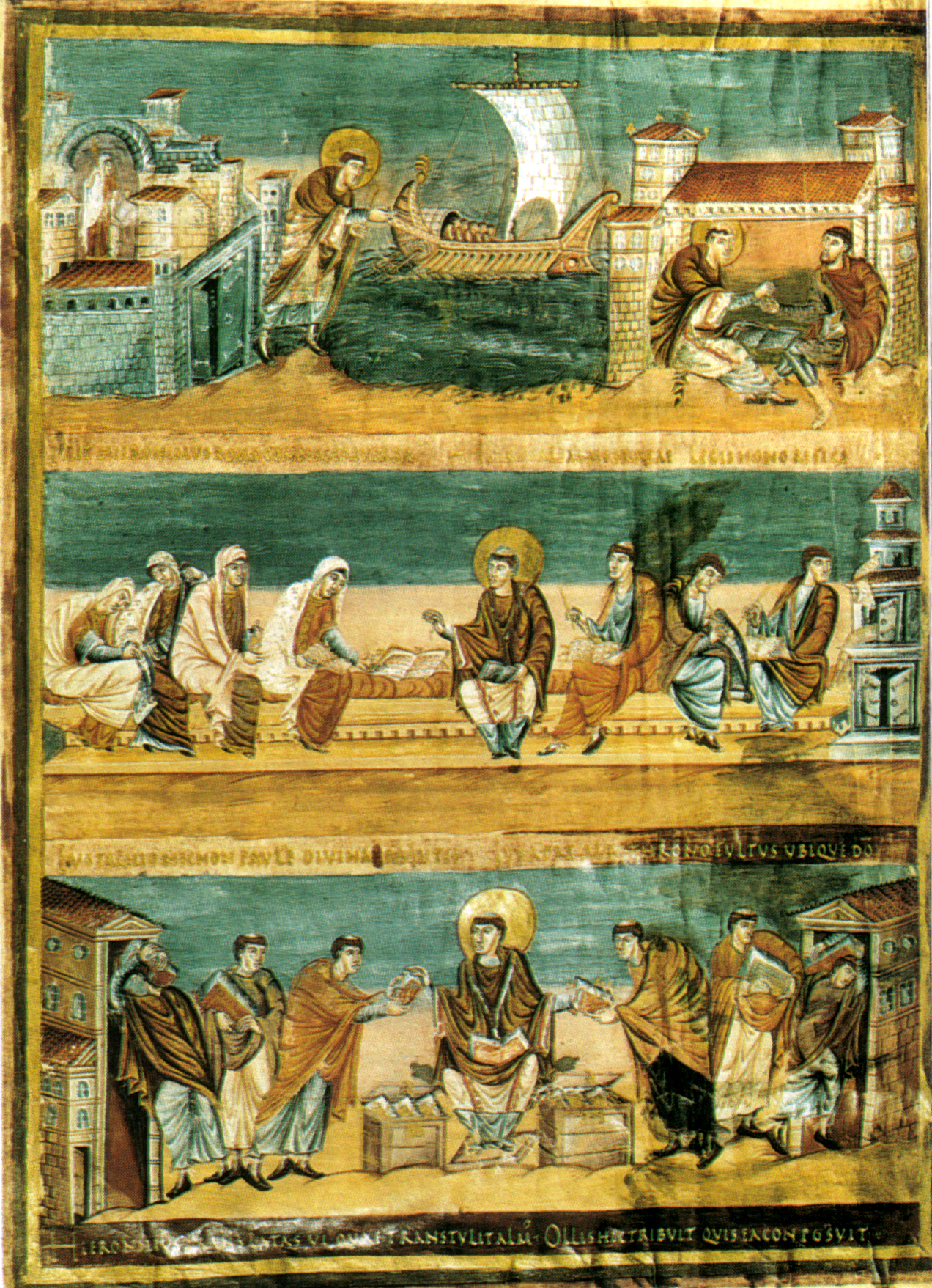
Folio 3v: Szenen aus dem Leben des Hl. Hieronymus

Die Vivian-Bibel oder Erste Bibel Karls des Kahlen ist eine karolingische Bilderhandschrift, die 845/846 im Kloster St. Martin in Tours entstand.

## Geschichte
Die Handschrift wurde von den Mönchen unter Abt Vivian (844–851) geschaffen und dem König und späteren Kaiser Karl dem Kahlen geschenkt. Dieser stiftete sie vermutlich 869/870 der Kathedrale von Metz. 1675 gelangte sie in den Besitz des Finanzministers Jean-Baptiste Colbert und nach dessen Tod 1683 in die königliche Bibliothek. Heute befindet sie sich in der Pariser Bibliothèque nationale (Ms. lat. 1).

## Inhalt und Gestaltung
Der großformatige Codex (495 × 345 mm) mit 423 Pergamentblättern beinhaltet eine Vollbibel und ist mit acht ganzseitigen Miniaturen, vier Kanontafeln sowie 87 Initialen illuminiert. 
Die acht Illuminationen zeigen Szenen aus dem Leben des Heiligen Hieronymus (fol. 3v), aus der Genesis (fol. 10v), Exodus (fol. 27v), den Psalmen mit König David (fol. 215v), eine Majestas Domini (fol. 329v), die Bekehrung des Paulus (fol. 386v), die Apokalypse (fol. 415v) und die Widmung des Manuskripts an Karl den Kahlen. 
In der Vivian-Bibel findet sich die früheste europäische Abbildung einer Rotta genannten Leier mit Griffbrett.